# Huincha
Huincha es un término de origen quechua que significa tira o cinta de género, plástico  o cuero u otro material flexible.
El término huincha puede referirse a:  
1. tira delgada de algún material flexible;
2. tira de un largo estandarizado, utilizada para medir
3. cinta de contorno del poncho y otros tejidos, usado como terminación
4. cinta transportadora de materiales, denominadas también correas transportadoras, hoy también usadas en aeropuertos para el traslado de personas y maletas.
5. cada una de las cintas de un paquete de resortes y en general cualquier tira metálica, considerablemente angosta y larga
6. franja o cinta, por ejemplo en el pelaje o plumaje de un animal
7. franja o cinta en un gráfico
8. área o superficie de terreno considerablemente angosto y largo
9. cinta de partida o meta de una carrera Locución "está que corta las huinchas" por acelerado, demasiado ansioso. Locución "quedado en las huinchas", por torpe, poco habiloso
10. cinta de plástico con que se bordeaban los planos de papel u otro material para que no se rajaran con el uso frecuente.
11. unidades de medición de alta precisión basadas en láser, capaces de medir y memorizar las distancias